# アーテナ・ルカーナ
アーテナ・ルカーナ（伊: Atena Lucana）は、イタリア共和国カンパニア州サレルノ県にある、人口約2,400人の基礎自治体（コムーネ）。

## 地理

### 位置・広がり

#### 隣接コムーネ
隣接するコムーネは以下の通り。括弧内のPZはポテンツァ県所属を示す。
- ブリエンツァ (PZ)
- ポッラ
- サーラ・コンシリーナ
- サン・ピエトロ・アル・ターナグロ
- サンタルセーニオ
- テッジャーノ

## 行政

### 分離集落
アーテナ・ルカーナには、以下の分離集落（フラツィオーネ）がある。
- Atena Lucana Scalo, San Giuseppe, Serrone